# دلتا آتش‌دان
دلتا آتش‌دان یک ستاره است که در صورت فلکی آتشدان قرار دارد.